# Александру Віктор Мікула
Александру Віктор Мікула (рум. Alexandru Victor Micula, 26 серпня 1966, Орадя) — румунський дипломат. Надзвичайний і Повноважний Посол Румунії в Україні (з 2022).

## Біографія
Народився 26 серпня 1966 року в місті Орадя, повіт Біхор, Румунія. Закінчив Бухарестську академію економічних досліджень, Європейський центр досліджень безпеки імені Джорджа К. Маршалла та Національний інститут адміністрації Бухареста. Володіє англійською та іспанською мовами, а також розуміє угорську мову.
У 1989—1990 рр. — економіст-стажист, Industrial Construction Trust, Орадя, Румунія.
У 1990—1992 рр. — директор з персоналу SIMBAC SA, Орадя, Румунія.
У 1992—1994 рр. — головний бухгалтер, COEMIN Ltda, Копіапо, Чилі.
У 1994—1996 рр. — головний бухгалтер, Romania Leasing SA, Бухарест, Румунія.
У 1996 році — третій секретар Директорату з питань сусідства та нових незалежних держав.
У 1996—1997 рр. — третій секретар Кабінету Міністра закордонних справ Румунії.
У 1997—1999 рр. — третій секретар, другий секретар Посольства Румунії в Будапешті.
У 1999—2001 рр. — другий секретар, перший секретар, Голова Неофіційного фінансового комітету ОБСЄ, Постійне представництво Румунії при міжнародних організаціях у Відні.
У 2001—2002 рр. — директор кабінету міністра закордонних справ та речник МЗС Румунії.
У 2002—2007 рр. — посол Румунії в Аргентині та за сумісництвом у Республіці Парагвай.
У 2007—2007 рр. — генеральний директор із стратегічної політики МЗС Румунії.
У 2007—2007 рр. — заступник державного секретаря, національний координатор з організації Бухарестського саміту НАТО.
У 2007—2008 рр. — Державний секретар, національний координатор з організації саміту НАТО в Бухаресті.
У 2008—2009 рр. — Генеральний секретар Міністерства закордонних справ.
У 2009—2011 рр. — був Надзвичайним і Повноважним Послом Румунії в Королівстві Данії та Республіці Ісландія.
У 2011—2016 рр. — Посол Румунії в Угорщині.
У 2014—2016 рр. — Секретар Дунайської комісії.
У 2016—2019 рр. — обіймав посаду державного секретаря з міжінституційних питань МЗС Румунії.
У 2019—2022 рр. — Державний секретар МЗС Румунії, спеціальний представник з питань боротьби з антисемітизмом.
8 червня 2022 року призначений Надзвичайним і Повноважним Послом Румунії в Україні.
17 серпня 2022 року вручив вірчі грамоти президентові України Володимиру Зеленському.

## Нагороди та відзнаки
- Національний орден «Вірна служба» (Румунія) (2002),
- Орден генерала-визволителя Сан-Мартіна (Аргентина) (2007),
- Національний орден «Дипломатичні заслуги» (Румунія) (2007),
- Медаль НАТО за заслуги (НАТО) (2008).